# Stéphane Robert
Pour les articles homonymes, voir Robert.
Stéphane Robert, né le 17 mai 1980 à Montargis, est un joueur de tennis français, professionnel depuis  2001.
Il a atteint une finale sur le circuit ATP en simple et remporté un titre en double.

## Carrière

### 2001-2002: vers la professionnalisation
Classé -30 à 21 ans, ayant plusieurs joueurs classés en 1re série à son actif, il décide de passer professionnel après avoir gagné le Critérium en 2001. Cette même année, il intègre l'Académie Mouratoglou, où il rencontre Ronan Lafaix, qui deviendra son entraîneur. Il joue un premier tournoi Future en juillet 2001 à Bourg-en-Bresse et gagne le premier à Tel Aviv, début 2002. Fin novembre 2002 aux Canaries il perd un match contre le jeune Rafael Nadal.

### 2003-2004: ascension et débuts sur le circuit ATP
Il grimpe rapidement dans le classement mondial au bénéfice de nombreux titres sur le circuit secondaire (Futures et Challengers) et atteint la 167e place mondiale en 2004. Cette année 2004 le voit également faire ses premiers pas sur le circuit ATP : en avril, à Houston, tournoi ATP 250 où il sort des qualifications, il bat au premier tour le Français Jean-Christophe Faurel, 234e, 6-0, 6-2, avant de perdre au deuxième contre le Péruvien Luis Horna, 60e, 6-0, 1-6, 3-6. En mai, à Roland-Garros, il reçoit une Wild Card pour l'entrée directe dans le grand tableau. Pour cette première participation en Grand Chelem, il s'incline dès le premier tour face à Mariano Zabaleta, 64-7, 3-6, 2-6. À la suite de ces performances, Stéphane Robert lâche prise, après un difficile changement de raquette et une séparation d'avec son entraîneur Ronan Lafaix. A priori les deux hommes auraient eu des différends.

### 2005-2006: entre déclin et nouveaux espoirs
Entre fin 2004 et fin 2005, il s'entraîne avec son frère, à Blois, gagne très peu de matchs et s'exile à l'étranger pour disputer des compétitions interclubs, afin de gagner un peu d'argent. Il termine l'année 2005 aux alentours de la 500e place mondiale. En 2006, il retrouve sa motivation et enchaine de très bons résultats sur le circuit secondaire. En novembre, il décide de s'associer à nouveau avec Ronan Lafaix, avant de terminer la saison à la 250e place mondiale.

### 2007-2009: problèmes de santé et nouveau départ
Début 2007, après d'excellents résultats, il apprend qu'il souffre d'une hépatite A. Cette maladie l'éloigne des courts et de la compétition durant 15 mois, de février 2007 à juin 2008. À 28 ans, après qu'on l'eut cru perdu pour le tennis, il recommence une deuxième carrière : n'ayant pas effectué sa demande dans les délais prévus par le règlement, il ne bénéficie pas d'un classement protégé et n'a donc plus de classement ATP et doit donc repartir de zéro. Il dispute son premier tournoi en juin 2008, sur un Future, aux Pays-Bas, et y atteint d'emblée la finale après être sorti des qualifications. En à peine 6 mois, il remonte à la 366e place mondiale, grâce à 2 titres et 3 finales sur le circuit Future.
L'année 2009 est celle de l'éclosion. Avec 9 finales, dont 5 titres, en Futures et Challengers, et un ratio de 63 victoires pour 19 défaites, il atteint la 108e place mondiale en fin d'année. En octobre, à l'occasion du Challenger d'Orléans, il bat en quarts de finale Jérémy Chardy, 36e joueur mondial, 6-3 2-6 6-4, sa première victoire sur un joueur du top 50.

### 2010: la révélation
2010 marque son grand retour, 6 ans après ses débuts, sur le circuit ATP. Ce sont en fait ses vrais débuts. À l'Open de Chennai, pour la première fois de sa carrière, il est qualifié directement dans le grand tableau d'un tournoi ATP. Il y remporte son deuxième match sur le grand circuit, contre le jeune Irlandais Louk Sorensen, 293e mondial, 6-2, 6-1. Il s'incline néanmoins au deuxième tour contre Michael Berrer, tête de série no 7, 7-67, 6-3. 104e à l'ATP mi-janvier, il est également qualifié directement dans le tableau principal de l'Open d'Australie. Il y dispute alors sa deuxième rencontre en Grand Chelem et y remporte son premier succès en battant, au premier tour, Potito Starace, 63e mondial, (6-3, 7-62, 7-64). Il perd ensuite au deuxième tour contre la tête de série numéro 30, Albert Montañés, au terme d'un match marathon où il a mené 2 sets 0 : 6-4, 7-63, 2-6, 3-6, 2-6. Ce troisième match gagné sur le circuit ATP lui permet néanmoins de faire début février son entrée dans le top 100, à la 100e place mondiale.
Il se présente à l'ATP 250 de Johannesburg avec seulement 7 matchs en carrière sur le circuit principal. Mais, grâce à plusieurs forfaits de dernière minute, il est désigné tête de série numéro 8, bénéficiant ainsi d'un tableau relativement protégé. Au premier tour, il bat l'Américain Brendan Evans, 166e mondial, (3-6, 6-2, 6-2), puis il vient à bout du Sud-Africain Izak Van Der Merwe, 290e mondial, 7-67, 6-1, et du Jamaïcain Dustin Brown, 141e mondial, 7-65, 6-3. Accédant pour la première fois en demi-finale d'un tournoi ATP, il poursuit son parcours en battant l'Espagnol David Ferrer, tête de série no 2 et 18e joueur mondial, (7-5, 6-4), sa plus grosse performance à ce moment de sa carrière. En finale, il finit par s'incliner face à Feliciano López (7-5, 6-1). Ce beau parcours lui permet d'intégrer le top 70 dès le 8 février, à la 67e place mondiale. Le 20 février, il poursuit son ascension en gagnant le challenger de Tanger, qui lui permet d'atteindre la 61e place mondiale la semaine suivante.
Au Masters de Miami, il se qualifie pour le second tour en battant Andreas Beck avant de perdre contre Marin Čilić. Il participe ensuite au Grand-Prix Hassan II où il bat Stefan Koubek avant d'être battu par Florent Serra. Il enchaîne ensuite les défaites au premier tour : aux Masters de Monte-Carlo face à Florent Serra, à l'Open de Barcelone contre Denis Istomin, à l'Open de Munich face à Benjamin Becker, aux Masters de Madrid contre Gaël Monfils, à Roland-Garros face à Tobias Kamke et à Wimbledon contre Philipp Petzschner.
En 2011 à Roland-Garros il bat le no 6 mondial Tomáš Berdych 3-6, 3-6, 6-2, 6-2, 9-7, sa seule victoire sur un top 10.

### 2014: l'exploit à l'Open d'Australie
Lors du 56e Open d'Australie, Stéphane Robert est repêché et parvient à atteindre les 8e de finale, en battant au 2e tour Michał Przysiężny (6-2, 5-7, 6-4, 6-3) puis Martin Kližan (6-0, 7-62, 6-4) au 3e tour. Il affronte Andy Murray, no 4 mondial en 8e de finale. Robert s'incline finalement face à l'Écossais en réussissant tout de même à lui prendre un set : 6-1, 6-2, 66-7, 6-2.

### 2015: à la reconquête de points ATP
Durant cette année, il participe essentiellement aux tournois Challengers. Lors de sa tournée asiatique en fin d'année, il atteint sa première finale sur le circuit secondaire au tournoi de Hua Hin, s'inclinant face au Japonais Yuichi Sugita sur le score de 6-2, 1-6, 6-3.

### 2016: la renaissance à l'Open d'Australie
Après un bref passage au challenger de Bangkok, éliminé au 2e tour par le Japonais Yasutaka Uchiyama (2-6, 6-7), Stéphane Robert participe à l'Open d'Australie où il doit passer par les qualifications. Après les trois tours de qualifications, il bat au premier tour le lucky loser américain Bjorn Fratangelo 131e mondial en 3 sets (6-2, 6-2, 6-2). Au deuxième tour, il bat l'Américain Rajeev Ram, membre du top 100 (92e mondial), lors d'un long match en cinq sets (6-1, 66-7, 4-6, 7-5, 7-5) après avoir été mené deux sets à un, et revient au troisième tour d'un Grand Chelem. Au troisième tour il s'incline face à Gaël Monfils, 24e mondial, en trois sets après un premier set de très haut niveau (5-7, 3-6, 2-6). Après ce parcours, il atteint la 161e place mondiale. Il reprend l'entraînement avec son ancien entraîneur Ronan Lafaix à l'occasion de Roland-Garros.
En juillet, il réalise un beau parcours à Hambourg : il élimine notamment Leonardo Mayer (7-63, 6-4) et Guillermo García-López (7-64, 4-6, 6-3) pour atteindre les demi-finales du tournoi. Avant de perdre contre le futur vainqueur, Martin Kližan en deux manches. Demi finale à Moscou en octobre.
En Challenger, il remporte le tournoi de New Delhi et atteint les finales de Guadalajara et de Prague.

### 2017-2018: dernières participations sur le circuit principal
En mars 2017 à Indian Wells il joue pour la première fois contre Roger Federer. En septembre 2017 victoire au Challenger de Kobe au Japon.
En février 2018, victoire au Challenger de Burnie en Australie. Il devient à 37 ans et 8 mois le 2e plus vieux joueur après Dick Norman (38 ans) à remporter un tournoi de cette catégorie. En mai, il atteint les huitièmes en double à Roland-Garros avec Calvin Hemery. En juin, il passe les qualifications de Wimbledon et atteint le 2e tour.

### 2019-2022: transition vers le coaching
En 2019 il ne parvient pas à passer le stade du premier tour des qualifications dans trois tournois ATP ainsi qu'à l'Open d'Australie. Sur le circuit secondaire il compte cinq victoires dans quatre tournois dont deux au Challenger de Burnie où il défendait son titre. En septembre il prend sa semi-retraite au Challenger d'Orléans dans sa région natale, sa saison est finie et il prépare sa reconversion au coaching.
En janvier 2020 après une demi-finale en tournoi Future en Nouvelle-Zélande, il est repêché en qualification au tournoi d'Adélaïde mais perd au premier tour. En mars, il perd au premier tour des qualifications du Challengers d'Indian Wells. Le 17 mai il fête ses 40 ans et fin 2020 il est Sparring-partner pour Vera Zvonareva pour enfin devenir son entraîneur officiel en janvier 2021. 
En juillet et août 2021 il perd au premier tour des tournois Challengers de Todi en Italie et Lüdenscheid en Allemagne.
En février 2022, à 41 ans, il perd au premier tour des qualifications du Challenger de Turin face à son compatriote de vingt-quatre ans son cadet (!) et encore inconnu : Arthur Fils (6-1, 6-4).

## Meilleures performances
Victoire sur le top 10
| # | Robert | Tournoi       | Année | Surface      | Adversaire    | Rang | Tour     | Score                   |
| - | ------ | ------------- | ----- | ------------ | ------------- | ---- | -------- | ----------------------- |
| 1 | no 140 | Roland-Garros | 2011  | Terre battue | Tomáš Berdych | no 6 | 1er tour | 3-6, 3-6, 6-2, 6-2, 9-7 |

Victoires sur le top 50
- no 18 David Ferrer en 1/2 finale au tournoi de Johannesburg 2010 (250 Series) sur dur (7-5, 6-4)
- no 20 Kevin Anderson au premier tour à Roland-Garros 2016 (Grand Chelem) sur terre battue (6-4, 6-2, 1-6, 7-5)
- no 36 Jérémy Chardy en 1/4 de finale à l'Open d'Orléans 2009 (Challenger) sur dur indoor (6-3, 2-6, 6-4)
- no 38 Albert Ramos-Vinolas au premier tour à Wimbledon 2018 (Grand Chelem) sur gazon (7-5, 6-2, 6-1)
- no 39 Marcel Granollers au premier tour du Tournoi de Moscou 2016 (250 Series) sur dur indoor (5-2, ab)
- no 43 Federico Delbonis au deuxième tour du Tournoi de Winston-Salem 2016 (250 Series) sur dur (6-4, 5-7, 6-4)
- no 50 Andreas Beck au premier tour au Masters de Miami 2010 (Masters 1000) sur dur (7-5, 6-4)

## Palmarès

### Titre en simple messieurs
Aucun

### Finale en simple messieurs
| No | Date       | Nom et lieu du tournoi | Catégorie | Dotation  | Surface    | Vainqueur       | Score    |          |
| -- | ---------- | ---------------------- | --------- | --------- | ---------- | --------------- | -------- | -------- |
| 1  | 01-02-2010 | SA Open, Johannesburg  | ATP 250   | 442 500 $ | Dur (ext.) | Feliciano López | 7-5, 6-1 | Parcours |

### Titre en double messieurs
| No | Date       | Nom et lieu du tournoi                | Catégorie | Dotation    | Surface      | Partenaire        | Finalistes                   | Score    |          |
| -- | ---------- | ------------------------------------- | --------- | ----------- | ------------ | ----------------- | ---------------------------- | -------- | -------- |
| 1  | 21-04-2014 | Barcelona Open BancSabadell Barcelone | ATP 500   | 1 845 585 € | Terre (ext.) | Jesse Huta Galung | Daniel Nestor Nenad Zimonjić | 6-3, 6-3 | Parcours |

### Finale en double messieurs
Aucune

### Tournois Challenger

#### Titres en simple
- 2003 : Sofia
- 2004 : Budapest
- 2009 : Alphen aan den Rijn
- 2009 : Košice
- 2010 : Tanger
- 2011 : Ostrava
- 2016 : New Delhi
- 2017 : Kobe
- 2018 : Burnie

#### Finales en simple
- 2006 : Wrexham
- 2009 : Jersey
- 2009 : Orléans
- 2011 : Le Gosier
- 2013 : Séville
- 2013 : Burnie
- 2015 : Hua Hin
- 2016 : Prague
- 2016 : Guadalajara
- 2017 : Izmir

#### Titres en double
- 2004 : Poznan avec Adam Chadaj
- 2005 : Saint-Denis avec Teymuraz Gabashvili
- 2006 : Wrexham avec Jean-Francois Bachelot
- 2006 : Cherbourg avec Jean-Francois Bachelot
- 2011 : Le Gosier avec Riccardo Ghedin
- 2011 : Ostrava avec Olvier Charroin
- 2011 : Poznan avec Olivier Charroin
- 2013 : Séville avec Alessandro Motti

#### Finales en double
- 2009 : Ljubljana avec Simone Vagnozzi
- 2009 : San Benedetto del Tronto avec Niels Desein
- 2009 : Bordeaux avec Xavier Pujo
- 2015 : Trnava avec Kamil Majchrzak

## Parcours dans les tournois duGrand Chelem

### En simple
| Année | Open d'Australie | Open d'Australie | Internationaux de France | Internationaux de France | Wimbledon       | Wimbledon       | US Open         | US Open           |
| ----- | ---------------- | ---------------- | ------------------------ | ------------------------ | --------------- | --------------- | --------------- | ----------------- |
| 2004  | Q2               | Iván Miranda     | 1er tour (1/64)          | Mariano Zabaleta         | Q2              | J. Benneteau    | —               | —                 |
| 2005  | Q1               | Andreas Seppi    | —                        | —                        | —               | —               | —               | —                 |
| 2006  | —                | —                | Q3                       | Wayne Arthurs            | Q1              | M. Granollers   | —               | —                 |
| 2007  | —                | —                | —                        | —                        | —               | —               | —               | —                 |
| 2008  | —                | —                | —                        | —                        | —               | —               | —               | —                 |
| 2009  | —                | —                | Q2                       | Kevin Anderson           | Q2              | A. Mannarino    | Q2              | Michael Berrer    |
| 2010  | 2e tour (1/32)   | Albert Montañés  | 1er tour (1/64)          | Tobias Kamke             | 1er tour (1/64) | P. Petzschner   | 1er tour (1/64) | Andy Roddick      |
| 2011  | 1er tour (1/64)  | Nicolás Almagro  | 2e tour (1/32)           | Fabio Fognini            | Q1              | Frank Dancevic  | —               | —                 |
| 2012  | 1er tour (1/64)  | Kei Nishikori    | Q1                       | Horacio Zeballos         | Q2              | Ryan Sweeting   | —               | —                 |
| 2013  | Q1               | M. Bachinger     | Q3                       | Jiří Veselý              | 2e tour (1/32)  | Benoît Paire    | 2e tour (1/32)  | Richard Gasquet   |
| 2014  | 1/8 de finale    | Andy Murray      | 1er tour (1/64)          | Kevin Anderson           | 1er tour (1/64) | Nick Kyrgios    | —               | —                 |
| 2015  | 1er tour (1/64)  | M. Granollers    | 1er tour (1/64)          | Kyle Edmund              | Q3              | K. de Schepper  | —               | —                 |
| 2016  | 3e tour (1/16)   | Gaël Monfils     | 2e tour (1/32)           | Alexander Zverev         | 1er tour (1/64) | J. M. del Potro | 1er tour (1/64) | Andreas Seppi     |
| 2017  | 1er tour (1/64)  | Dušan Lajović    | 1er tour (1/64)          | Grigor Dimitrov          | Q1              | A. Whittington  | Q2              | Frank Dancevic    |
| 2018  | Q3               | M. McDonald      | Q1                       | Ernests Gulbis           | 2e tour (1/32)  | Matthew Ebden   | Q1              | Uladzimir Ignatik |
| 2019  | Q1               | Nicola Kuhn      | —                        | —                        | —               | —               | —               | —                 |

N.B. : à droite du résultat se trouve le nom de l'ultime adversaire.

### En double
| Année | Open d'Australie                                                                    | Open d'Australie | Internationaux de France                                                               | Internationaux de France                                                              | Wimbledon                                                                       | Wimbledon | US Open | US Open |
| ----- | ----------------------------------------------------------------------------------- | ---------------- | -------------------------------------------------------------------------------------- | ------------------------------------------------------------------------------------- | ------------------------------------------------------------------------------- | --------- | ------- | ------- |
| 2004  | —                                                                                   | —                | 1er tour (1/32) S. de Chaunac \|\| style="text-align:left;" \| M. Bhupathi Max Mirnyi  | —                                                                                     | —                                                                               | —         | —       |         |
| 2005  | —                                                                                   | —                | —                                                                                      | —                                                                                     | —                                                                               | —         | —       | —       |
| 2006  | —                                                                                   | —                | 2e tour (1/16) J.-F. Bachelot \|\| style="text-align:left;" \| A. Pavel A. Waske       | —                                                                                     | —                                                                               | —         | —       |         |
| 2007  | —                                                                                   | —                | —                                                                                      | —                                                                                     | —                                                                               | —         | —       | —       |
| 2008  | —                                                                                   | —                | —                                                                                      | —                                                                                     | —                                                                               | —         | —       | —       |
| 2009  | —                                                                                   | —                | —                                                                                      | —                                                                                     | —                                                                               | —         | —       | —       |
| 2010  | —                                                                                   | —                | 1er tour (1/32) D. Marrero \|\| style="text-align:left;" \| S. Stakhovsky M. Youzhny   | 1er tour (1/32) R. Wassen \|\| style="text-align:left;" \| J. Levine R. Sweeting      | —                                                                               | —         |         |         |
| 2011  | —                                                                                   | —                | —                                                                                      | —                                                                                     | 1er tour (1/32) A. Motti \|\| style="text-align:left;" \| Marc López D. Marrero | —         | —       |         |
| 2012  | —                                                                                   | —                | 1er tour (1/32) O. Charroin \|\| style="text-align:left;" \| Be. Becker Ł. Kubot       | —                                                                                     | —                                                                               | —         | —       |         |
| 2013  | —                                                                                   | —                | —                                                                                      | —                                                                                     | —                                                                               | —         | —       | —       |
| 2014  | —                                                                                   | —                | —                                                                                      | —                                                                                     | —                                                                               | —         | —       | —       |
| 2015  | —                                                                                   | —                | —                                                                                      | —                                                                                     | —                                                                               | —         | —       | —       |
| 2016  | —                                                                                   | —                | 1er tour (1/32) A. Sidorenko \|\| style="text-align:left;" \| R. Bopanna Florin Mergea | 2e tour (1/16) Dudi Sela \|\| style="text-align:left;" \| P.-H. Herbert Nicolas Mahut | 2e tour (1/16) Dudi Sela \|\| style="text-align:left;" \| Ł. Kubot A. Peya      |           |         |         |
| 2017  | 1er tour (1/32) M. Jaziri \|\| style="text-align:left;" \| Ivan Dodig M. Granollers | —                | —                                                                                      | —                                                                                     | —                                                                               | —         | —       |         |
| 2018  | —                                                                                   | —                | 1/8 de finale Calvin Hemery \|\| style="text-align:left;" \| M. González Nicolás Jarry | —                                                                                     | —                                                                               |           |         |         |

N.B. : le nom du partenaire se trouve sous le résultat ; les noms des ultimes adversaires se trouvent à droite.

## Parcours dans lesMasters 1000
| Année | Indian Wells        | Miami                | Monte-Carlo         | Rome                | Madrid              | Canada              | Cincinnati | Shanghai          | Paris             |
| ----- | ------------------- | -------------------- | ------------------- | ------------------- | ------------------- | ------------------- | ---------- | ----------------- | ----------------- |
| 2010  | —                   | 2e tour Marin Čilić  | 1er tour F. Serra   | —                   | 1er tour G. Monfils | —                   | —          | —                 | —                 |
| 2011  | —                   | —                    | —                   | —                   | —                   | —                   | —          | —                 | —                 |
| 2012  | —                   | —                    | —                   | —                   | —                   | —                   | —          | —                 | —                 |
| 2013  | —                   | —                    | —                   | —                   | —                   | —                   | —          | —                 | —                 |
| 2014  | 1er tour V. Hănescu | 2e tour T. Berdych   | —                   | 2e tour E. Gulbis   | —                   | —                   | —          | —                 | —                 |
| 2015  | —                   | —                    | —                   | —                   | —                   | —                   | —          | —                 | —                 |
| 2016  | —                   | —                    | 1er tour P. Carreño | 2e tour N. Djokovic | —                   | 1er tour M. Youzhny | —          | 1er tour T. Fritz | 1er tour A. Ramos |
| 2017  | 2e tour R. Federer  | 1er tour T. Bellucci | —                   | —                   | —                   | —                   | —          | —                 | —                 |

N.B. : sous le résultat se trouve le nom de l’ultime adversaire.

## Classement ATP en fin de saison
| Année          | 2001 | 2002 | 2003 | 2004 | 2005 | 2006 | 2007 | 2008 | 2009 | 2010 | 2011 | 2012 | 2013 | 2014 | 2015 | 2016 | 2017 | 2018 | 2019 | 2020 |
| Rang en simple | 907  | 340  | 225  | 204  | 539  | 227  | 429  | 366  | 108  | 122  | 105  | 258  | 116  | 134  | 210  | 54   | 218  | 206  | 708  | 898  |

Source : (en) Classements de Stéphane Robert sur le site officiel de la Fédération internationale de tennis